# Amphiprion fuscocaudatus
Amphiprion fuscocaudatus är en fiskart som beskrevs av Allen 1972. Amphiprion fuscocaudatus ingår i släktet Amphiprion och familjen Pomacentridae. Inga underarter finns listade i Catalogue of Life.

## Bildgalleri

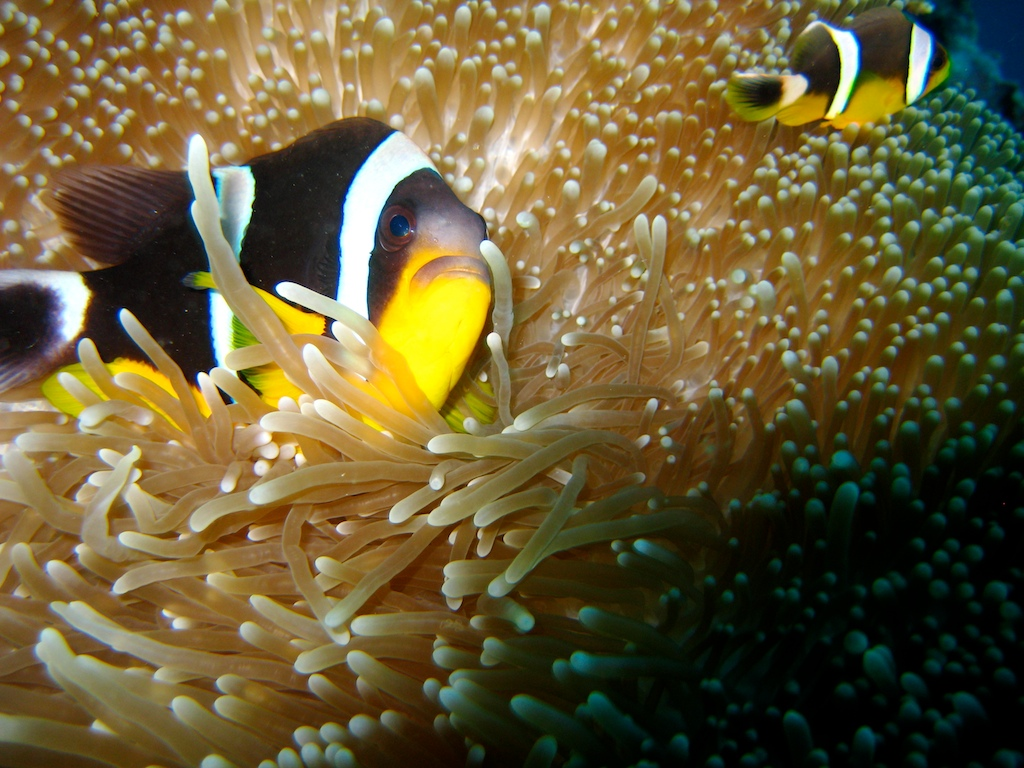